# Senlatin
Senlatin eller den senlatinska perioden varade från cirka 200 e Kr till cirka 600 e Kr à 700 e Kr och följer på det klassiska latinet.
Senlatinet innehåller en rad vulgarismer. Det följdes av medeltidslatin och romanska språk.